# Natur- und Umweltpädagogik
Natur- und Umweltpädagogik vermittelt anhand praktischer Erfahrung Wissen über die Natur und über ökologische Zusammenhänge.

## Ziele
Ziel ist, bei der Bevölkerung eine Grundlage für ökologisch sinnvolles Handeln, Verhalten und Entscheiden zu legen. Dabei sollen nicht nur Interesse und Freude an der Natur geweckt, sondern auch die Grenzen und daraus abzuleitenden Notwendigkeiten menschlicher Eingriffe im Wechselwirkungsgefüge aufgezeigt werden.
Kinder und Jugendliche könnten anhand ihrer Naturerfahrungen ihre Stellung als Mensch in den Ökosystemen der Natur erfassen. Durch Umweltbildung könnten sie erlernen, dass die intellektuellen und technischen Möglichkeiten verantwortliches Handeln erforderten. In der Kindheit würden Charaktereigenschaften, Werte und Normen geprägt. Der Spaß am Naturerlebnis könne junge Menschen insb. aus stark besiedelten Gebieten dazu bringen, sich als wichtigen Teil der Natur zu erkennen. Kinder und Jugendliche könnten nicht nur die Natur als äußere Lebensumwelt des Menschen direkt pädagogisch angeleitet erleben, sondern auch ihre Umwelt selbstständig erkunden und spielerisch erfahren. Dafür gibt es die „städtischen Naturerfahrungsräume“.
Ein städtischer Naturerfahrungsraum (NERaum) ist eine städtische Grünfläche, die weitgehend oder völlig ihrer natürlichen Entwicklung überlassen ist, so dass sie zu einer quasinatürlichen Rückentwicklung (z. B. mittels Renaturierung) gelangen kann. Diese mindestens ein Hektar große Fläche ist in ein Wohngebiet integriert oder an seinem Rand gelegen, also leicht zugänglich für den alltäglichen Aufenthalt von Kindern und Jugendlichen, die hier ohne pädagogische Betreuung und ohne Geräte spielen können. Mindestens die Hälfte des NERaumes entwickelt sich ohne menschliche Eingriffe, die anderen Teilräume können durch extensive Pflege bzw. Beweidung offen gehalten werden. Mit der Bereitstellung von NERäumen wird das Ziel verfolgt, die bereits weit fortgeschrittene Entfremdung der Heranwachsenden von der Natur zu überwinden und den Kindern eine für ihre physisch und psychisch gesunde Entwicklung wichtige alltägliche Begegnung mit der Natur möglich zu machen.

## Hintergrund
Weder der städtische Lebensraum noch Presse, Funk und Fernsehen ermöglichen das Lernen aus dem direkten Kontakt zur Natur. Demzufolge sind die Kenntnisse vieler Menschen über ihren biologischen Lebensraum oft sehr gering. Die Umweltpädagogik will diese Lücke mit bewusst gestalteten Aktivitäten füllen. Besonders Kinder im Vor- und Grundschulalter sind sehr gut für jede Art von Naturerfahrung zu begeistern.
Eine Möglichkeit bietet das Lernen auf Bauernhöfen. Zumeist auf Schul- und Lernbauernhöfen können Kinder unter sachkundiger Anleitung praktische Erfahrungen mit Kopf, Herz und Hand sammeln. Seit einigen Jahren gibt es in Städten auch sogenannte Naturerfahrungsräume, in denen Kinder frei und unbetreut spielen können. Eine besondere Form der Naturpädagogik ist in der Idee des Waldkindergartens verwirklicht.
Daneben ist Natur- und Umwelterziehung auch ein wichtiges Anliegen der Erwachsenenbildung.
Da menschliche Gesellschaften der Natur mit wirtschaftlichen Interessen entgegentreten, ist es auch ganz wichtig, sinnvolle Grenzen des menschlichen Handelns aufzuzeigen. So muss es selbstverständlich sein, bei Naturerlebnisaktionen die gesetzlichen Vorgaben des Artenschutzes einzuhalten und auch zu erläutern. Jeder Teilnehmer kann verstehen, warum Individuen geschützter Arten nicht der Natur entnommen werden dürfen.
Gerade in Kindern und Jugendlichen darf man aber keine Existenzängste wecken, sondern man kann sie überzeugen, dass auch kleine Schritte sinn- und wirkungsvoll sind: etwa ein kleiner Teich im Schulbiotop oder eine Aktion, bei der Amphibien über die Straße getragen und vor dem Verkehrstod gerettet werden. Nebenbei kann dieses gemeinsame Streben nach einem naturverbundenen Ziel einen guten Beitrag zur Förderung des Sozialverhaltens leisten.
Intensives Wahrnehmen der Natur war schon immer der Motor wissenschaftlichen Fortschritts. Ob Newton den Apfel vom Baum fallen sah, Konrad Lorenz mit seinen Gänsen schwimmen ging oder Erwin Schrödinger seine Katze bemühte (und im Gedankenexperiment in Lebensgefahr brachte), um das Paradoxon der Quantenmechanik zu erläutern -- die Neugierde auf die Natur war immer der Fortschrittsmotor. Natur- und Umwelterziehung ist deshalb nicht einfach nur eine Umweltschutzmaßnahme, sondern kann einen sehr breiten Bildungsauftrag erfüllen. Dazu zählt etwa auch die Biotechnik, die von der Natur hervorgebrachte erstaunliche technische Lösungen analysiert und schon immer den technischen Fortschritt der Menschheit beflügelt hat. Doch pädagogisch gute Arbeit muss auch Gegengewichte setzen – und das ist in diesem Fall ein Umweltbewusstsein, das die Menschheit davor bewahren muss, gefährliche Grenzen zu überschreiten.

## Qualifikation
Allgemein wird empfohlen, dass Lehrer und Erzieher durch Kurse von Umweltakademien oder Veranstaltungen von Naturschutzverbänden Möglichkeiten der Natur- und Umweltpädagogik kennenlernen, aber auch über Regeln des Naturschutzes Bescheid wissen.
Seit Oktober 2008 besteht die Möglichkeit des Bachelorstudiums „Umweltpädagogik“. Dieses wird an der Hochschule für Agrar- und Umweltpädagogik Wien angeboten und bildet Umweltpädagogen aus, die in den oben genannten Bereichen tätig sein können. Die Schwerpunkte des Studiums liegen in den Bereichen Umwelt, nachhaltiger Entwicklung, Pädagogik, lokaler und regionaler Nachhaltigkeit, dem verantwortungsvollen Umgang mit Naturräumen, Klimaschutz, Energieeffizienz, allgemeinen Bildungswissenschaften, Persönlichkeitsbildung und Prozessmanagement.

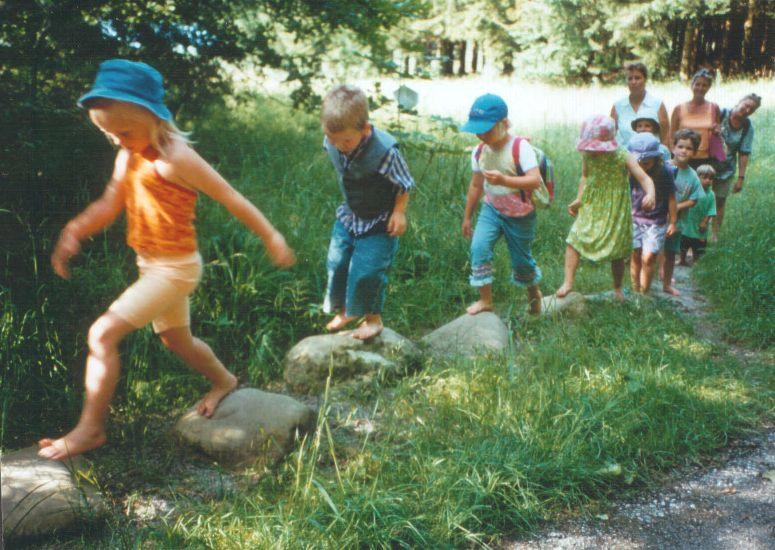
Naturerlebnis im Barfußpark

In Deutschland gibt es zahlreiche Fortbildungsmöglichkeiten bei verschiedenen Institutionen.

## Aufgaben von Lehrern und Erziehern
Wichtig ist es, von den Interessen der Kinder auszugehen. Mit Vorschlägen in Richtung Naturerlebnis kann man die Neugierde der Kinder wecken und Aktionen durchführen, die ihnen auch Spaß machen. Hier ist das spontane Interesse der Kinder an Körpererfahrung sehr hilfreich, z. B. der Spaß am Barfußgehen, welches die Beziehung zur Natur unmittelbar erlebbar macht und auch die Beobachtungsgabe anderer Sinne schärft. Einen guten Einstieg kann ein Ausflug zu einem Barfußpark, das Anlegen eines Barfußpfads mit den Kindern, Fußgymnastikspiele oder auch gut vorbereitete Barfußwanderungen bieten, bei denen auch Zeit für Naturbeobachtung eingeplant werden sollte.
Ein weiteres sehr gut geeignetes Erlebnisangebot ist eine "Tümpelsafari", bei der man Wassertiere mit Aquarianernetzen oder Teesieben fängt und in Beobachtungsgläser setzt. Mit einer Lupe oder ggf. einem Mikroskop kann man sie genauer anschauen. Meist will man mehr über Eigenschaften und Lebensweise der Tiere erfahren. Vielleicht kann man eine Expertin für Erklärungen gewinnen. Aber auch wenn jede Teilnehmende ihr Wissen beiträgt, kann ein detailliertes Bild zustande kommen. Unter dem Aspekt des Gemeinschaftserlebnisses ist dies vielleicht sogar der bessere Ansatz. Ganz wesentlich ist natürlich, bei einer solchen Aktion verantwortliches Handeln zu fordern: Die Tiere dürfen nicht beschädigt oder gequält werden und müssen so bald wie möglich ihre Freiheit wiederbekommen.
Beim Betrachten der Tiere kann der Wissensschatz der Gruppe durch gezielte Fragen zu Tage gefördert werden: Was ist das für ein Tier? Wovon lebt es? Wo sind die Augen? Schwimmt es oben oder unten im Beobachtungsglas? Anhand dieser Fragen können Kinder beobachten, verschiedene Blickwinkel einnehmen und Rückschlüsse ziehen. Dies wirkt sich positiv auf die kognitive Entwicklung aus und legt eine Basis für naturwissenschaftliches Lernen.
Einen Teich auf dem Gelände einer Schule, KiTa etc. anzulegen, ist ein schönes, aber aufwändiges Projekt, das Planung und Arbeitseinsatz erfordert, aber zweifellos ein guter Baustein für die Naturerziehung der Kinder ist.

## Rechtliches
Die Entnahme von Lebewesen aus der Natur kann schnell naturschutzrechtliche Belange berühren (vgl. Eingriffsregelung, Artenschutz, Natura 2000). Gleiches gilt für Beobachtungen in freier Natur (dazu gehören artenschutzrechtlich im Zweifelsfall auch Stadt-Biotope), wobei die Empfindlichkeiten der Arten gegenüber der Annäherung von Menschen stark variiert. Daher empfiehlt sich regelmäßig, Aktionen in freier Natur sowie das Management von innerstädtischen Biotopen mit der nächstgelegenen Naturschutzbehörde (v. a. Landkreis-Verwaltungen, Verwaltungen größerer Städte) abzustimmen.